# Museo y parque arqueológico Cueva Pintada
El Museo y Parque Arqueológico Cueva Pintada se encuentra en la ciudad de Gáldar, al noroeste de la isla de Gran Canaria, islas  Canarias, España. Es un centro adscrito a la Consejería de Cultura, Patrimonio Histórico y Museos del Cabildo de Gran Canaria. En su interior se encuentra uno de los yacimientos arqueológicos más representativos de Canarias, con unas características que lo hacen único. La Cueva Pintada es considerada la "capilla Sixtina" de los antiguos aborígenes de la isla.

## Historia y descripción

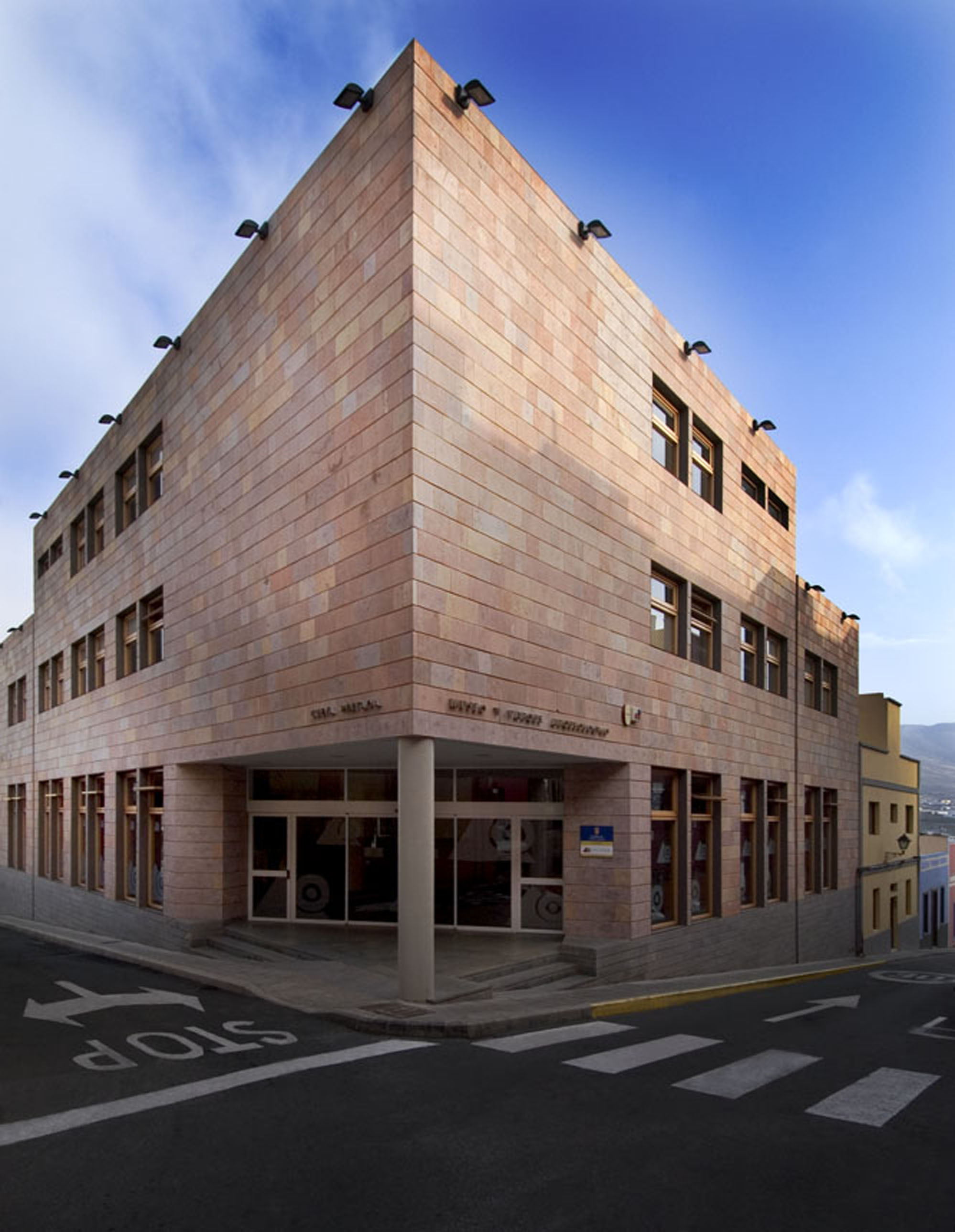
Fachada del Museo y parque arqueológico Cueva Pintada

La cueva fue descubierta en 1862 durante unas obras agrícolas, a través de un agujero en su techo. El descubrimiento oficial tuvo que esperar hasta 1873, cuando José Ramos Orihuela la visitó. En 1876, Gregorio Chil y Naranjo mencionó brevemente la cueva en sus Estudios.
La cueva es un magnífico ejemplo de las representaciones artísticas de los antiguos aborígenes de Gran Canaria.
Se trata de una cueva sobre material volcánico, cuyas paredes están decoradas con motivos geométricos. Los arqueólogos piensan que, debido a la distribución regular de éstas (normalmente en series de doce), podría tratarse de una especie de calendario. También existen restos de casas en cuyo interior se han encontrado todo tipo de utensilios.
El enclave, en plena ciudad de Gáldar, juega un papel esencial para comprender la etapa final de la Gran Canaria prehispánica, antes de la conquista e incorporación de la isla a la Corona de Castilla.
El museo y parque arqueológico Cueva Pintada de Gáldar fue reabierto el 26 de julio de 2006, tras más de 20 años de trabajos de recuperación del recinto. Hasta ese momento sólo se podía ver una reproducción de las pinturas en el Museo Canario de Las Palmas de Gran Canaria.

## Servicios
El Museo y Parque Arqueológico Cueva Pintada persigue: 
1. La conservación, catalogación y exhibición de los bienes arqueológicos que custodia, además de la gestión y conservación del yacimiento.
2. El desarrollo de un programa de acciones didácticas y de difusión respecto a sus contenidos y temáticas.
3. La investigación dentro de su especialidad, teniendo en cuenta aquella relacionada directamente con la conservación de la cámara decorada.

## Servicios específicos
La vocación del centro potenciar las vertientes de conservación, investigación y difusión se concreta en la existencia de unas instalaciones adecuadas para la consecución de estos objetivos.
- Aula Didáctica

En el aula didáctica se lleva a cabo un programa de actividades al servicio de los centros educativos y de todos aquellos visitantes interesados en profundizar en el conocimiento de sus ancestros.
- Laboratorios

- Biblioteca

Tanto los laboratorios como la biblioteca hacen posible que investigadores y restauradores desarrollen las tareas que pueden convertir al Museo y Parque Arqueológico Cueva Pintada en un centro de referencia en la producción y difusión del conocimiento científico.
- Sala Polivalente

## Publicaciones
- Revista Virtual Arqueológica
- Cuadernos de patrimonio
- Congreso Musealización Santiago de Compostela 2006: El Museo y Parque Arqueológico Cueva Pintada (Gáldar, Gran Canaria): de manzana agrícola a parque arqueológico urbano.
- II Encuentro Internacional sobre Tecnologías en Museografía (ICOM España): El Museo y Parque Arqueológico de la Cueva Pintada de Gáldar.
- Las Aventuras de Arminda: Un proyecto integral de didáctica y difusión en el Museo y Parque Arqueológico Cueva Pintada. Archivado el 19 de enero de 2022 en Wayback Machine.
- El Patrimonio Troglodítico de Gran Canaria
- Turismo, Patrimonio y Educación
- Guía de la visita
- Revista Museo 1999
- Revista investigaciones arqueológicas
- Patrimonio cultural 4